# Ако (княжество)
Княжество Ако (яп. 赤穂藩 Ако-хан) — феодальное княжество (хан) в Японии периода Эдо (1615—1871). Княжество располагалось в провинции Харима (современные города Ако, Аиои и Камигори в префектуре Хёго) на острове Хонсю.
Административный центр: Замок Ако в провинции Харима (современный город Ако в префектуре Хёго).

## История
Ако-хан был создан сёгунатом Токугава в 1615 году. Его первым владельцем был назначен Икэда Масацуна (1605—1631). Он скончался в 1631 году, не оставив наследника, а домен перешел к его младшему брату, Икэде Тэруоки (1611—1647). В 1645 году после признания Икэды Тэруоки невменяемым он был отстранен от занимаемой должности.
В том же 1645 году в замок Ако был назначен Асано Наганао (1610—1672), ранее правивший в Касама-хане (1632—1645). В правление рода Асано княжество Ако достигло своего наивысшего рейтинга в 53 000 коку.
Асано Наганори (1667—1701), 3-й даймё Ако (1675—1701), внук Наганао, за попытку убийства Киры Ёсинаки в замке Эдо в 1701 году был приговорен к сэппуку. Его вассалы стали ронинами, которые вошли в историю как «Сорок семь ронинов».
В 1701 году новым правителем Ако стал Нагаи Наохиро (1664—1711), ранее правивший в Карасуяма-хане (1687—1701). В 1706 году он был переведен в Иияма-хан в провинции Синано.
В 1706 году в замок Ако был переведен Мори Наганао (1672—1722), ранее правивший в Нисиэбара-хане в провинции Мимасака (1698—1706). Он и его потомки в течение двенадцати поколений управляли княжеством Ако вплоть до Реставрации Мэйдзи. Доход княжества был равен 20 000 коку.
В июле 1871 года после административно-политической реформы Ако-хан был ликвидирован. Территория бывшего княжества была включена в состав префектуры Хёго.

## Список даймё
- Род Икэда, тодзама, (35,000 коку, 1615—1645)

1. Икэда Масацуна (池田政綱; 1605—1631), даймё Ако-хана (1615—1631), пятый сын Икэды Тэрумасы (1565—1613)
2. Икэда Тэруоки (池田輝興; 1611—1647), даймё Ако-хана (1631—1645), младший брат предыдущего

- Род Асано, тодзама, (53,000->50,000->53,000 коку, 1645—1701)

1. Асано Наганао (浅野長直; 1610—1672)[1], даймё Ако-хана (1645—1671), старший сын Асано Нагасигэ (1588—1632), даймё Касама-хана (1622—1632)
2. Асано Нагатомо (浅野長友; 1643—1675), даймё Ако-хана (1671—1675), старший сын предыдущего
3. Асано Наганори (浅野長矩; 1667—1701), даймё Ако-хана (1675—1701), старший сын предыдущего.

- Род Нагаи, фудай, (32,000 коку, 1701—1706)

1. Нагаи Наохиро (永井直敬; 1664—1711)[2], даймё Ако-хана (1701—1706), второй сын Нагаи Наоцунэ (1631—1677), 6-го сёсидая Киото (1670—1677)

- Род Мори, тодзама, (20,000 коку, 1706—1871)

1. Мори Наганао (森長直; 1672—1722)[3], даймё Ако-хана (1706—1722), сын Мори Нагацугу (1610—1698), 2-го даймё Цуяма-хана (1634—1674)
2. Мори Нагатака (森長孝; 1694—1723), даймё Ако-хана (1722—1723), племянник предыдущего
3. Мори Наганари (森長生; 1698—1731), даймё Ако-хана (1723—1731), приёмный сын предыдущего
4. Мори Масафуса (森政房; 1710—1747), даймё Ако-хана (1731—1746), младший брат предыдущего
5. Мори Тадахиро (森忠洪; 1728—1776), даймё Ако-хана (1747—1769), сын Мори Масанори (1681—1739), приёмный сын предыдущего
6. Мори Тадаоки (森忠興; 1752—1784), даймё Ако-хана (1769—1780), старший сын предыдущего
7. Мори Тадасукэ (森忠賛; 1758—1837), даймё Ако-хана (1780—1801), третий сын Мори Тадахиро, младший брат предыдущего
8. Мори Тадаакира (森忠哲; 1788—1807), даймё Ако-хана (1801—1807), сын предыдущего
9. Мори Тадатака (森忠敬; 1794—1824), даймё Ако-хана (1807—1824), младший брат предыдущего
10. Мори Таданори (森忠徳; 1818—1881), даймё Ако-хана (1824—1862), третий сын предыдущего
11. Мори Тадацунэ (森忠典; 1848—1883), даймё Ако-хана (1862—1868), второй сын предыдущего
12. Мори Таданори (森忠儀; 1850—1885), последний даймё Ако-хана (1868—1871), третий сын Мори Таданори, младший брат предыдущего.